# Grizzlys Wolfsbourg
 (octobre 2024).
Si vous disposez d'ouvrages ou d'articles de référence ou si vous connaissez des sites web de qualité traitant du thème abordé ici, merci de compléter l'article en donnant les références utiles à sa vérifiabilité et en les liant à la section « Notes et références ».
Les Grizzlys Wolfsbourg (en allemand Grizzlys Wolfsburg) sont un club professionnel allemand de hockey sur glace basé à Wolfsbourg qui évolue en Deutsche Eishockey-Liga. Jusqu'en 2015 le club était connu sous le nom d'EHC Wolfsbourg Grizzly Adams.

## Historique
Le club est créé en 1996. En 2007-2008, il est promu en Deutsche Eishockey-Liga après avoir passé deux saisons en 2. Bundesliga, la division inférieure. Le 23 juillet 2015, l'EHC Wolfsbourg Grizzly Adams est rebaptisé « Grizzlys Wolfsbourg », et son logo est redessiné.

### Palmarès
- Vainqueur de la 2. Bundesliga : 2004, 2007.
- Vainqueur de l'Oberliga : 2001.

## Logos

Logo de 2002 à 2015
Logo actuel